# Coblencien
 (novembre 2014).
Le Coblencien (ou Coblentzien) est une subdivision de l'échelle des temps géologiques, qui regroupe le Praguien et l'Emsien (Dévonien inférieur). Son stratotype est caractérisé par les grauwackes de Coblentz. Décrite par André Dumont, en 1848, cette appellation est tombée en désuétude.